# Euphorbia sakarahaensis

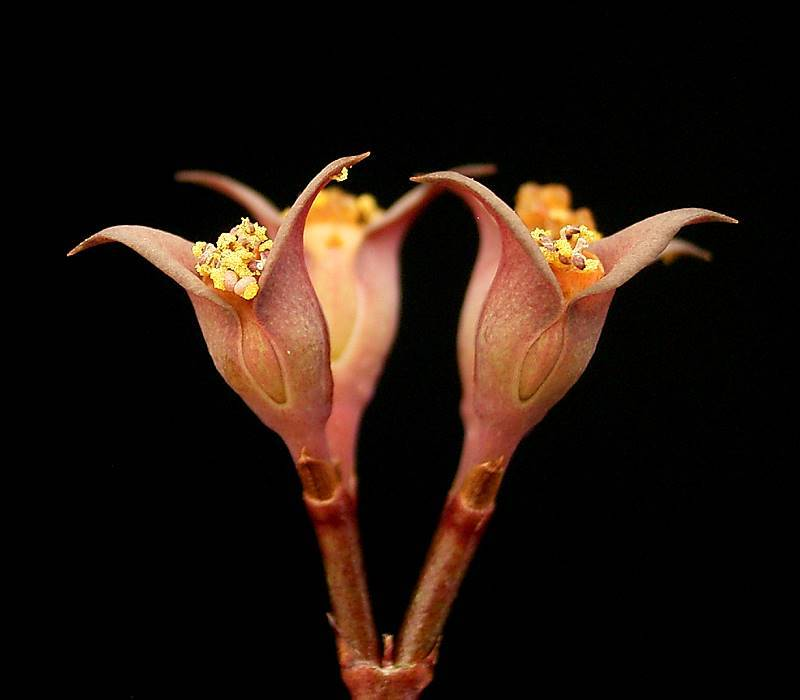
Cyathien der Euphorbia sakarahaensis

Euphorbia sakarahaensis ist eine Pflanzenart aus der Gattung Wolfsmilch (Euphorbia) in der Familie der Wolfsmilchgewächse (Euphorbiaceae). Diese kaum bekannte, gefährdete Art ist ein Endemit im Südwesten Madagaskars.

## Beschreibung
Die sukkulente Euphorbia sakarahaensis wächst als Zwergstrauch und erreicht Wuchshöhen von 50 cm, dabei bilden die Zweige einen Pflanzendurchmesser von 40 cm. Ihre viel verzweigte Hauptsprossachse weist einen Durchmesser von bis zu 5 cm auf und geht in eine verdickte Pfahlwurzel über. Die Verzweigungen werden in Lang- und Kurztriebe unterteilt, wobei die Langtriebe einen Durchmesser von 5 bis 7 mm und enden in den Kurztrieben in den Blattachseln.
Die dünnen Dornen sind leicht gebogen und einzeln stehend. Sie werden bis zu einen Zentimeter lang und weisen eine graue Färbung an der Spitze auf und eine hellbraune an der Basis. Die Laubblätter der Langtriebe sind mit einer Länge von 2 bis 2,5 cm sowie einer Breite von etwa 2 mm lanzettförmig und besitzen eine dunkelgrüne Oberseite sowie eine graugrüne Unterseite. Die Blätter der Kurztriebe sind kleiner.
Die sich in Gruppen jeweils an den Zweigenden befindenden Blütenstände sind kleine gelbgrüne bis dunkelbraune Cyathien. Der Blütenstandsschaft weist eine Länge von 1 cm auf. Ihre dreieckigen Cyathophyllen sind spreizend, werden 5 mm lang und sind an der Basis 3 mm breit, wobei Größe und Farbe variieren kann.

## Verbreitung
Euphorbia sakarahaensis ist ein Endemit im Südwesten Madagaskars. Dort findet man sie im Sakaraha Forest in der Mahaboboka-Ebene. Sie wächst als Xerophyt in Trockenwäldern unter Bäumen.
Diese kaum bekannte Art ist nur aus dem Sakaraha Gebiet bekannt, allerdings ist ihr exaktes Gesamtverbreitungsgebiet noch unbekannt. Dieses Gebiet ist durch Feuer und Landwirtschaft anthropogen beeinflusst. Diese Art wird für den Zierpflanzenhandel an den Standorten gesammelt. Das Gebiet wird zur Holzkohlegewinnung beeinträchtigt.
Euphorbia sakarahaensis wird in der Roten Liste gefährdeter Arten der IUCN als gefährdet (Vulnerable) eingestuft. Einige Standorte befinden sich in geschützten Gebieten. Euphorbia sakarahaensis wird im Washingtoner Artenschutzübereinkommen (CITES) Anhang (Appendix) II geführt: Der Handel ist weltweit kontrolliert.

## Systematik
Euphorbia sakarahaensis wurde erst 1992 durch Werner Rauh im Cactus and Succulent Journal. Band 64, Nummer 5, S. 265–266, f. 4–5 erstbeschreiben.